# Katedra w Gubbio
Katedra w Gubbio (wł. Duomo di Gubbio) – kościół gotycki z poł. XIV wieku znajdujący się w Gubbio, w Umbrii.
Kościół dedykowany jest świętym męczennikom Marianowi i Jakubowi z Numidii.

## Historia
Pierwotne założenie w stylu gotyckim z ok. 1190 według projektu Giovanniego da Gubbio z czasów biskupa Bentivoglio. Ukończona w 1229 roku, rozbudowana w 1336 roku. Fasadę z dużym ostrołukowym portalem i okulusem ukończono w latach 1325–1350, gdy diecezją Gubbio rządził biskup Pietro Gabrielli. Użyto wcześniejszych romańskich elementów architektonicznych, symbole ewangelistów i baranek. Strukturę modyfikowano aż do połowy XIV wieku. Ołtarz główny konsekrował 25 kwietnia 1366 roku biskup Giovanni da Morlacca. W dobie baroku szlachta z Gubbio fundowała liczne ołtarze boczne. W latach 1913–1918 przeprowadzono renowację. Na ścianach wewnętrznych zachowały się nieliczne pierwotne freski. Kościół jest na planie krzyża łacińskiego z transeptem.

## Sztuka
W katedrze znajdują się dzieła następujących artystów: Dono Doni (Pietà, Via crucis), Francesco Allegrini, Luca Maffei, Giacomo Maffei, Benedetto Nucci, Eusebio da San Giorgio, Virgilio Nucci, Sinibaldo Ibi, Antonio Gherardi.

## Galeria

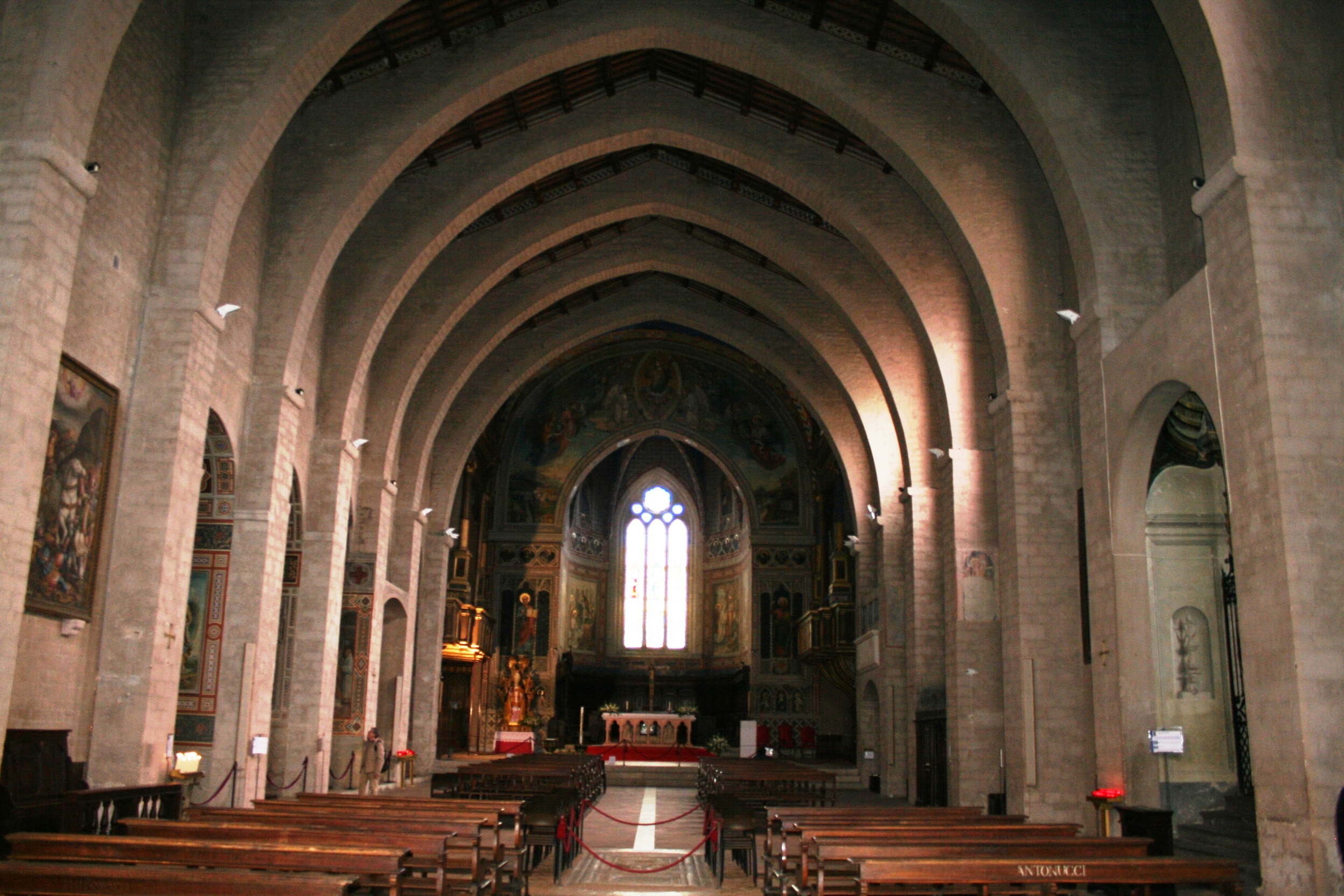
Wnętrze
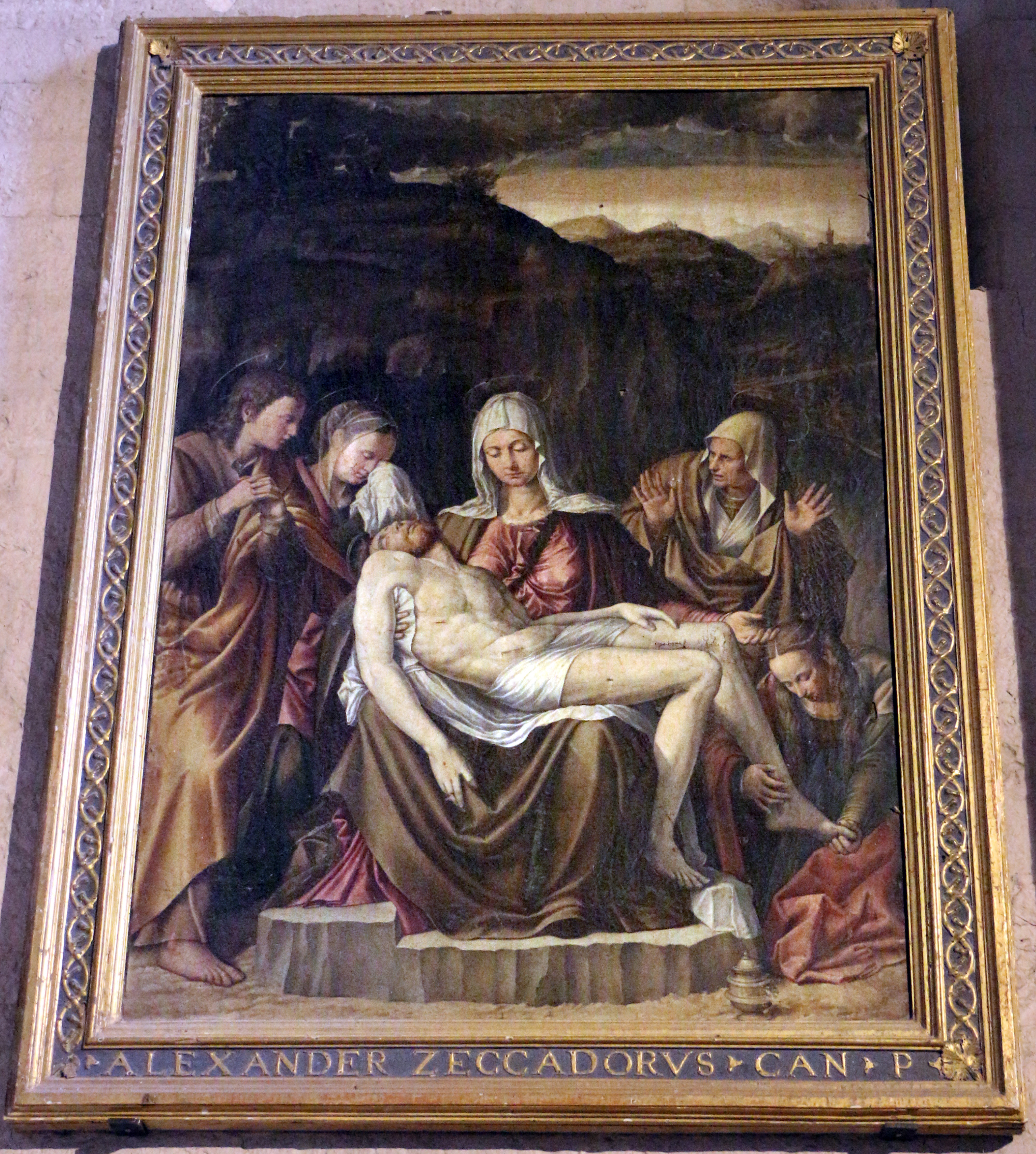
Pietà, Dono Doni
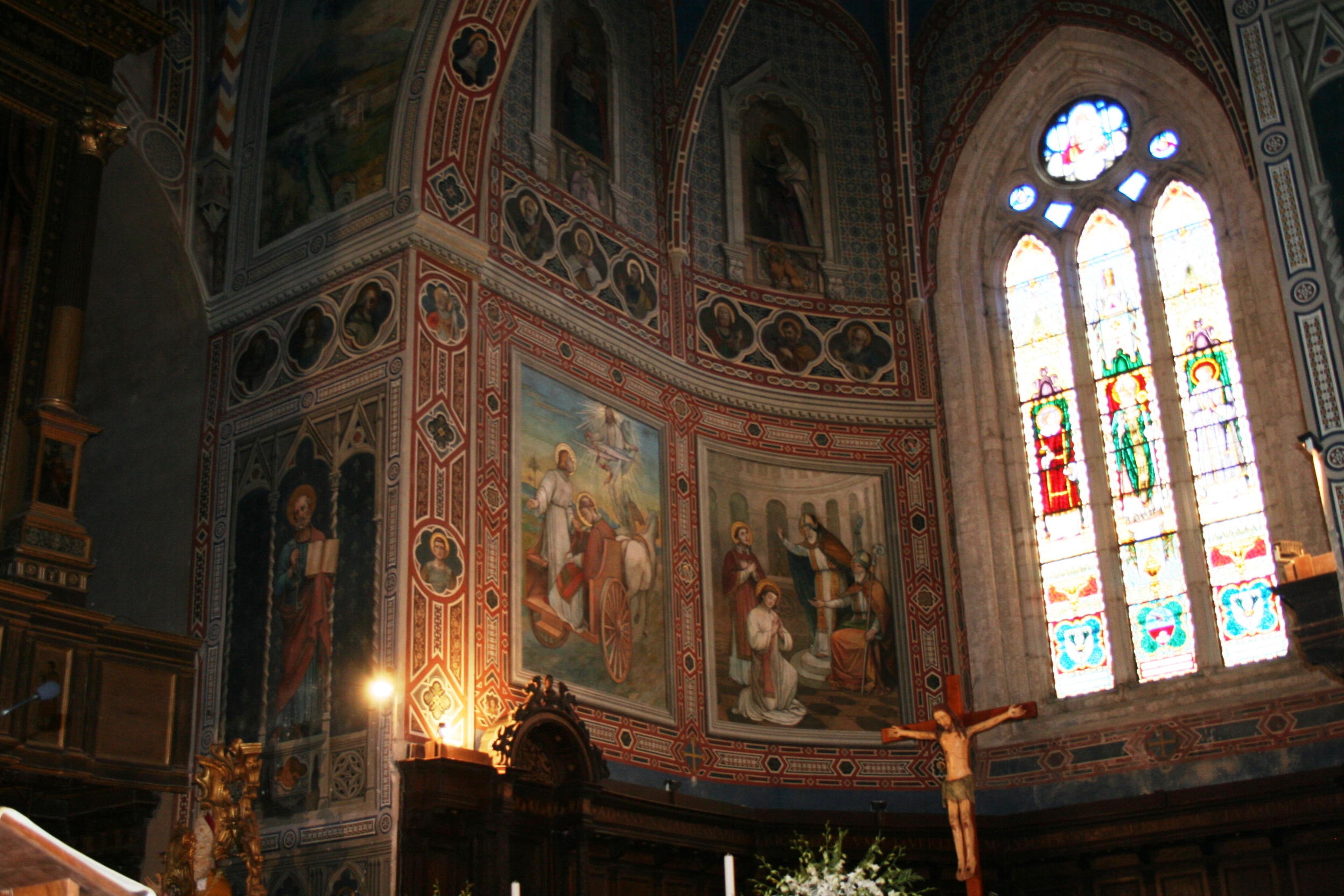
Freski lewej absydy
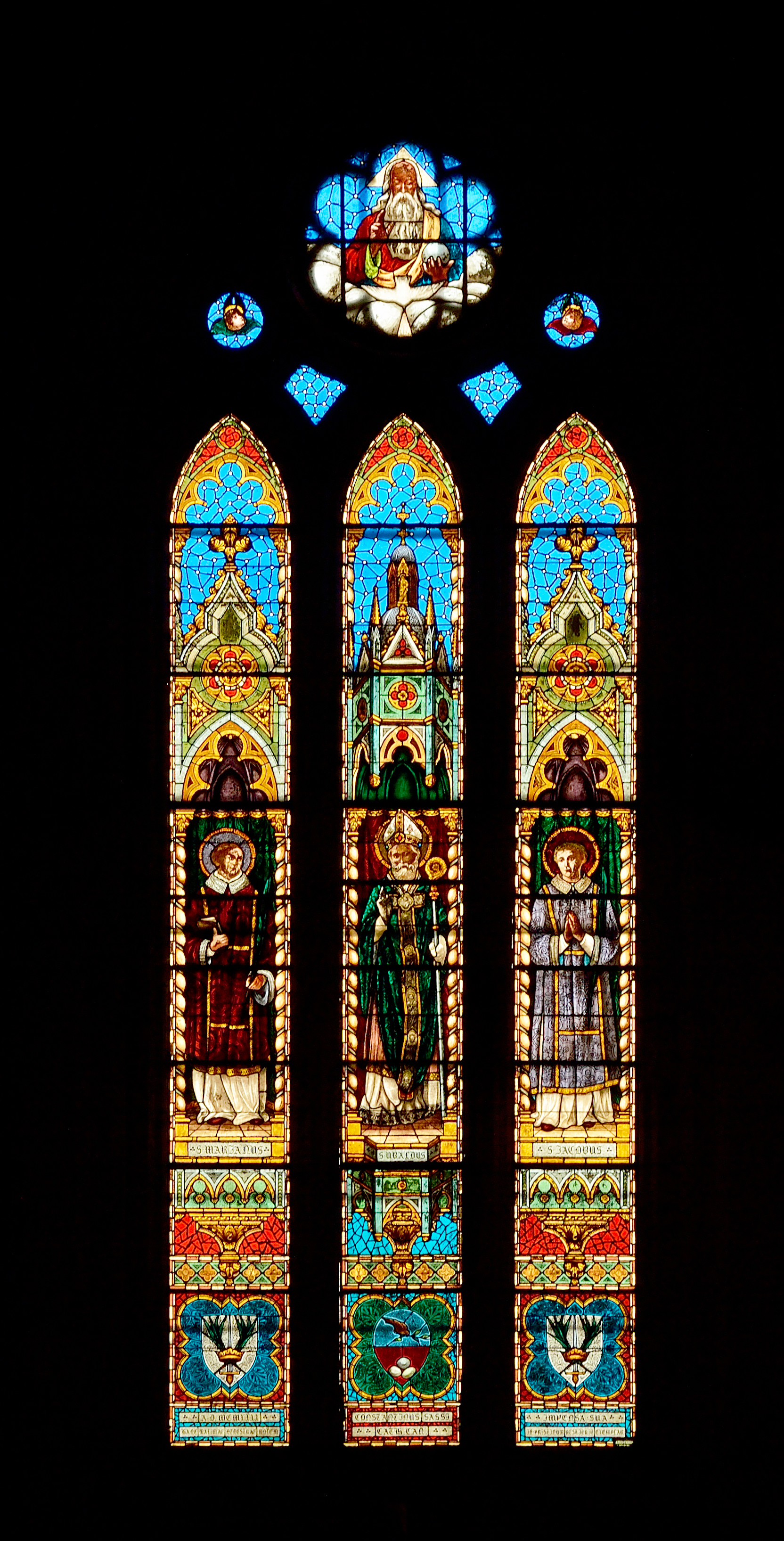
Witraż ze świętymi: Marianem, Ubaldem i Jakubem